# امشان على سالم (بني ضبيان)

تعديل مصدري - تعديل

امشان على سالم هي إحدى قرى عزلة بني ضبيان بمديرية بني ضبيان التابعة لمحافظة صنعاء، بلغ تعداد سكانها 60 نسمة حسب تعداد اليمن لعام 2004.